# Herrarnas räck i gymnastik vid olympiska sommarspelen 1996
Herrarnas räck i gymnastik vid olympiska sommarspelen 1996 avgjordes den 20-28 juli i Georgia Dome.

## Medaljörer
| Gren | Guld                    | Silver                   | Brons                  |
| Räck | Andreas Wecker Tyskland | Krasimir Dunev Bulgarien | Vitalj Stjerbo Belarus |
| Räck | Andreas Wecker Tyskland | Krasimir Dunev Bulgarien | Fan Bin Kina           |
| Räck | Andreas Wecker Tyskland | Krasimir Dunev Bulgarien | Aleksej Nemov Ryssland |

## Resultat

### Kval
| Placering | Gymnast                 | Poäng  |
| --------- | ----------------------- | ------ |
| 1         | Aleksej Nemov (RUS)     | 19.537 |
| 2         | Vitalj Stjerbo (BLR)    | 19.437 |
| 3         | Andreas Wecker (GER)    | 19.387 |
| 4         | Fan Bin (CHN)           | 19.375 |
| 5         | Jesús Carballo (ESP)    | 19.374 |
| 6         | Aleksej Voropajev (RUS) | 19.362 |
| 7         | Lee Joo-Hyung (KOR)     | 19.299 |
| 7         | Krasimir Dunev (BUL)    | 19.299 |

### Final
| Placering           | Gymnast                 | Poäng |
| ------------------- | ----------------------- | ----- |
|                     | Andreas Wecker (GER)    | 9.850 |
|                     | Krasimir Dunev (BUL)    | 9.825 |
|                     | Vitalj Stjerbo (BLR)    | 9.800 |
| Fan Bin (CHN)       | 9.800                   |       |
| Aleksej Nemov (RUS) | 9.800                   |       |
| 6                   | Aleksej Voropajev (RUS) | 9.762 |
| 7                   | Jesús Carballo (ESP)    | 9.737 |
| 7                   | Lee Joo-Hyung (KOR)     | 9.737 |